# NGC 2427
NGC 2427 ist eine Balken-Spiralgalaxie vom Hubble-Typ SBdm im Sternbild Puppis am Südsternhimmel. Sie ist rund 33 Millionen Lichtjahre von der Milchstraße entfernt und hat einen Durchmesser von etwa 65.000 Lichtjahren. 
Das Objekt wurde am 1. März 1835 von dem Astronomen John Herschel mit einem 48-cm-Teleskop entdeckt.